# Molino dei Torti
Molino dei Torti är en ort och kommun i provinsen Alessandria i regionen Piemonte i Italien. Kommunen hade 587 invånare (2018).